# Вернер III фон Боланден
Вернер III фон Боланден (на немски: Werner III von Bolanden; * ок. 1165; † 1221) е господар на Боланден и Фалкенщайн в Пфалц.

## Биография
Той е големият син на Филип II фон Боланден († 1187/1198) и съпругата му Хилдегард фон Хагенхаузен, дъщеря на Герхард I фон Хагенхаузен (ок. 1131 – 1178), или на Хилдегард фон Епщайн, дъщеря на граф Герхард I фон Епщайн. Внук е на Вернер II фон Боланден († 1198). По-малкият му брат е Филип III (II) фон Боланден († 1220).
Вернер III и брат му са през 1199 г. в свитата на Хоенщауфените. През 1212 г. с чичо си Зигфрид II фон Епщайн, архиепископ на Майнц (1200 – 1230), той е при крал Фридрих II и става негов съветник. Участва при коронизацията му за император.
След като по-малкият му брат Филип III (II) основава своята линия Хоенфелс, братята разделят фамилията на другите линии Боланден и Фалкенщайн.

## Фамилия
Вернер III се жени 1195 г. за Агнес фон Изенбург-Браунсберг, дъщеря на Бруно фон Изенбург-Браунсберг и графиня Теодора фон Вид. Те имат децата: 
- Филип IV фон Боланден-Фалкенщайн (* ок. 1220; † 1271), господар на Боланден и Фалкенщайн в Пфалц, женен за Изенгард фон Мюнценберг († 1270)
- Вернер IV фон Боланден († 1258/1262), женен I. за Кунигунда фон Лайнинген († сл. 1236), II. за Имагинис фон Меренберг († сл. 1257)